# Coordinación muscular

Coordinación muscular demostrada en una animación creada por Eadweard Muybridge de su propia persona lanzando un disco.

La coordinación es la capacidad que tienen los músculos esqueléticos del cuerpo de sincronizarse bajo parámetros de trayectoria y movimiento. 
La coordinación es una capacidad física complementaria que permite  realizar movimientos ordenados y dirigidos a la obtención de un gesto técnico. Es decir, la coordinación complementa a las capacidades físicas básicas para hacer de los movimientos, gestos deportivos. Podemos hacer movimientos: rápidos durante mucho tiempo, fuerza y resistencia para desplazar objetos pesados.
El resultado de la coordinación motora es una acción  intencional, sincrónica y sinérgica. Tales movimientos ocurren de manera eficiente por contracción coordinada de la musculatura necesaria así como el resto de los componentes de las extremidades involucradas. La coordinación muscular está mínimamente asociada con procesos de integración del sistema nervioso, el esqueleto y el control del cerebro y la médula espinal. 
El cerebelo regula la información sensitiva del cuerpo, coordinándola con estímulos procedentes del cerebro, lo que permite realizar movimientos finos y precisos. Junto a esta coordinación de movimientos, el cerebelo regula y controla el tono muscular.

## Aprendizaje
El grupo muscular que se requiere para un movimiento, ha de tener una determinada velocidad e intensidad correctos para dicha acción. Para ello, se necesita previamente un aprendizaje y una automatización, que serán regulados a nivel cerebeloso y vestibular con ayuda de la percepción visual. Podemos observar varios tipos de coordinación como la dinámica general (por ejemplo andar a 4 patas), la oculomanual (lanzar un objeto) o la bimanual (escribir a máquina o tocar un instrumento).

## Patologías
Alrededor del 8% de los niños en edad escolar tienen algún grado de trastorno del desarrollo de la coordinación motriz, pudiendo estos tropezar con sus propios pies, chocar contra otros niños, tener problemas para sostener objetos y tener una forma de caminar inestable.
Existe una alteración de la coordinación llamada ataxia que suele acompañarse de alteraciones del equilibrio y de la marcha, en la cual se ven afectadas solamente aquellas regiones dedicadas concretamente a funciones del equilibrio. Estas alteraciones pueden crear movimientos desordenados, imprecisos, imposibilitando los movimientos rápidos que requieren alternancia como el tocar una guitarra.
Las personas con enfermedad mental tienen desafíos en el ámbito físico, principalmente en el estado de agitación y las dificultades de coordinación motriz.
En el proceso de envejecimiento se producen importantes cambios deficitarios, tales como la disminución de la memoria, el entorpecimiento senso-perceptivo, la merma en fuerza y coordinación motriz, etc. Estos serán más o menos acusados dependiendo de los hábitos físicos.

## Estudio de coordinación muscular
En la profesión sanitaria, puede valorarse la coordinación muscular a través de ciertas técnicas de exploración como la prueba de índice-nariz que consiste en desplazar el índice hacia la nariz empezando con los ojos abiertos y después cerrándolos. La coordinación muscular se puede entrenar, consiste en la mejora de la técnica de uno o varios movimientos, valiendo como entrenamiento efectivo la repetición del acto motor, el cual el sistema nerviosos irá economizándolo, haciéndolo más preciso y usando menos fuerza cada momento, a la vez que automatiza el movimiento para que al realizarlo no tengamos que concentrarnos tanto como lo haríamos en un principio. Un estudio en mujeres mayores de 50 años, experimentaron mejoría en su resistencia cardiovascular y estuvieron próximas a mejorar significativamente su resistencia muscular, pero otros componentes, flexibilidad, coordinación y agilidad no presentaron mejoría o cambio significativo después de un programa de actividad física.
Este entrenamiento de la coordinación, tiene mayor utilidad en temas relacionados con la salud, como rehabilitación y tratamiento de una multitud de patologías asociadas al sistema músculo-esquelético y sistema neuromuscular, aquí es importante el rol del médico rehabilitador, el fisioterapeuta y el terapeuta ocupacional.

## Coordinación neuromuscular
La coordinación neuromuscular se expresa permanentemente en situaciones cotidianas en nuestra vida. El sistema nervioso y el sistema endocrino controlan el funcionamiento de nuestro cuerpo, y esta en nosotros que ello se plasme de una manera agresiva, burda o plástica y elegante.

## Diferencia de géneros
Por lo general, las mujeres se comportan con más éxito en tareas manuales de precisión, que requieren una coordinación motriz aguda. Los hombres muestran mayor precisión que las mujeres en habilidades motoras dirigidas a un blanco, como lanzar o interceptar proyectiles.